# Jennifer Beattie
Jennifer Patricia Beattie (Glasgow, 13 maggio 1991) è un'ex calciatrice scozzese, di ruolo difensore. Ha giocato 143 partite con la maglia della nazionale scozzese, partecipando ad un'edizione del campionato femminile.
È sorella di John, rugbista a 15 e terza linea centro del Bayonne.

## Palmarès

### Club
- Campionato inglese: 2

Arsenal: 2009-2010
Manchester City: 2016
- Campionato australiano: 1

Melbourne City: 2015-2016
- Women's FA Cup: 3

Arsenal: 2010-2011, 2012-2013
Manchester City: 2018-2019
- FA Women's League Cup: 5

Arsenal: 2011, 2012, 2013, 2022-2023
Manchester City: 2018-2019